# Lukov (Vraný)
Lukov je malá vesnice, část městyse Vraný v okrese Kladno ve Středočeském kraji. Leží tři kilometry severovýchodně od Vraného. V roce 2011 zde trvale žilo 82 obyvatel.

## Historie
První písemná zmínka o vesnici pochází z roku 1227.

## Obyvatelstvo
| Rok            | 1869 | 1880 | 1890 | 1900 | 1910 | 1921 | 1930 | 1950 | 1961 | 1970 | 1980 | 1991 | 2001 | 2011 | 2021 |
| -------------- | ---- | ---- | ---- | ---- | ---- | ---- | ---- | ---- | ---- | ---- | ---- | ---- | ---- | ---- | ---- |
| Počet obyvatel | 165  | 198  | 190  | 204  | 231  | 213  | 197  | 119  | 119  | 110  | 112  | 87   | 77   | 82   | 82   |
| Počet domů     | 32   | 33   | 34   | 35   | 36   | 41   | 43   | 45   | 59   | 36   | 29   | 38   | 39   | 39   | 41   |

## Obecní správa
Při sčítání lidu v letech 1850–1979 Lukov byl samostatnou obcí, se kterým patřil nejprve do okresu Slaný, ale od roku 1960 v okrese Kladno. Od 1. ledna 1980 je částí městyse Vraný v okrese Kladno. V letech 1850–1909 a od 1. července 1960 do 31. prosince 1979 k obci patřila Horní Kamenice.

## Pamětihodnosti
- Kostel svatého Jiří s románskou rotundou
- Zájezdní hostinec čp. 4

## Další fotografie

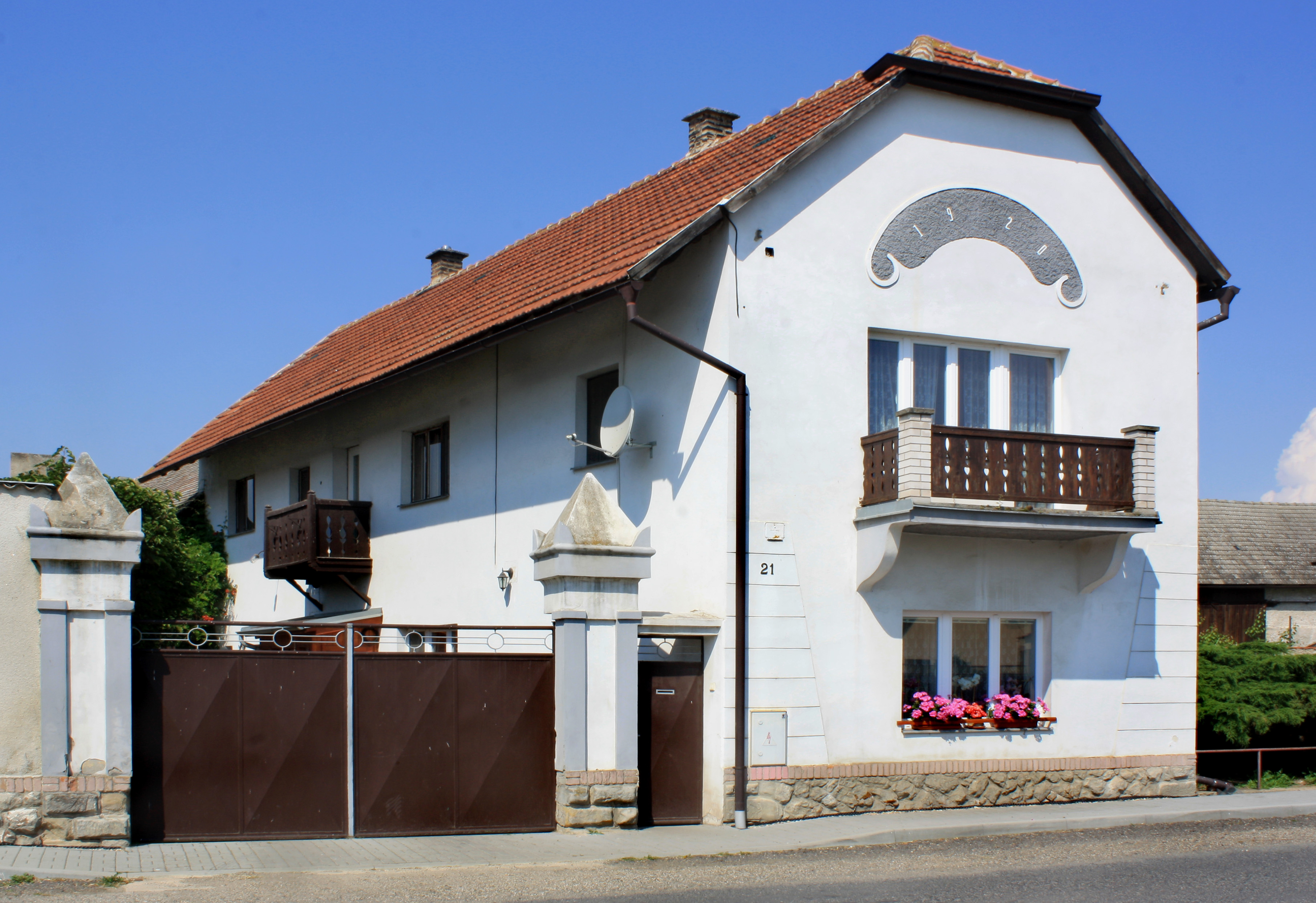
Dům pod návsí
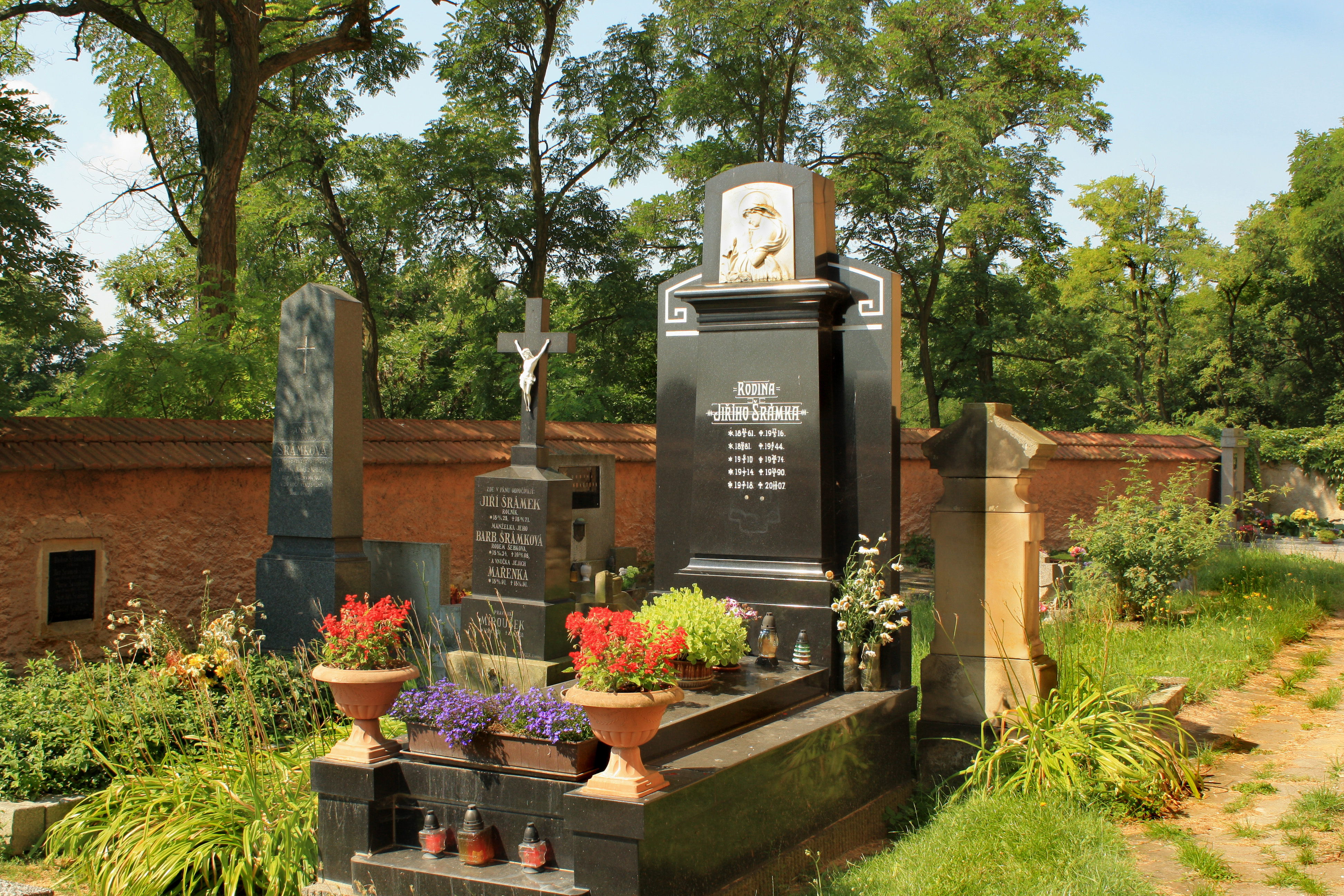
Na hřbitově nese polovina náhrobků jméno Šrámek
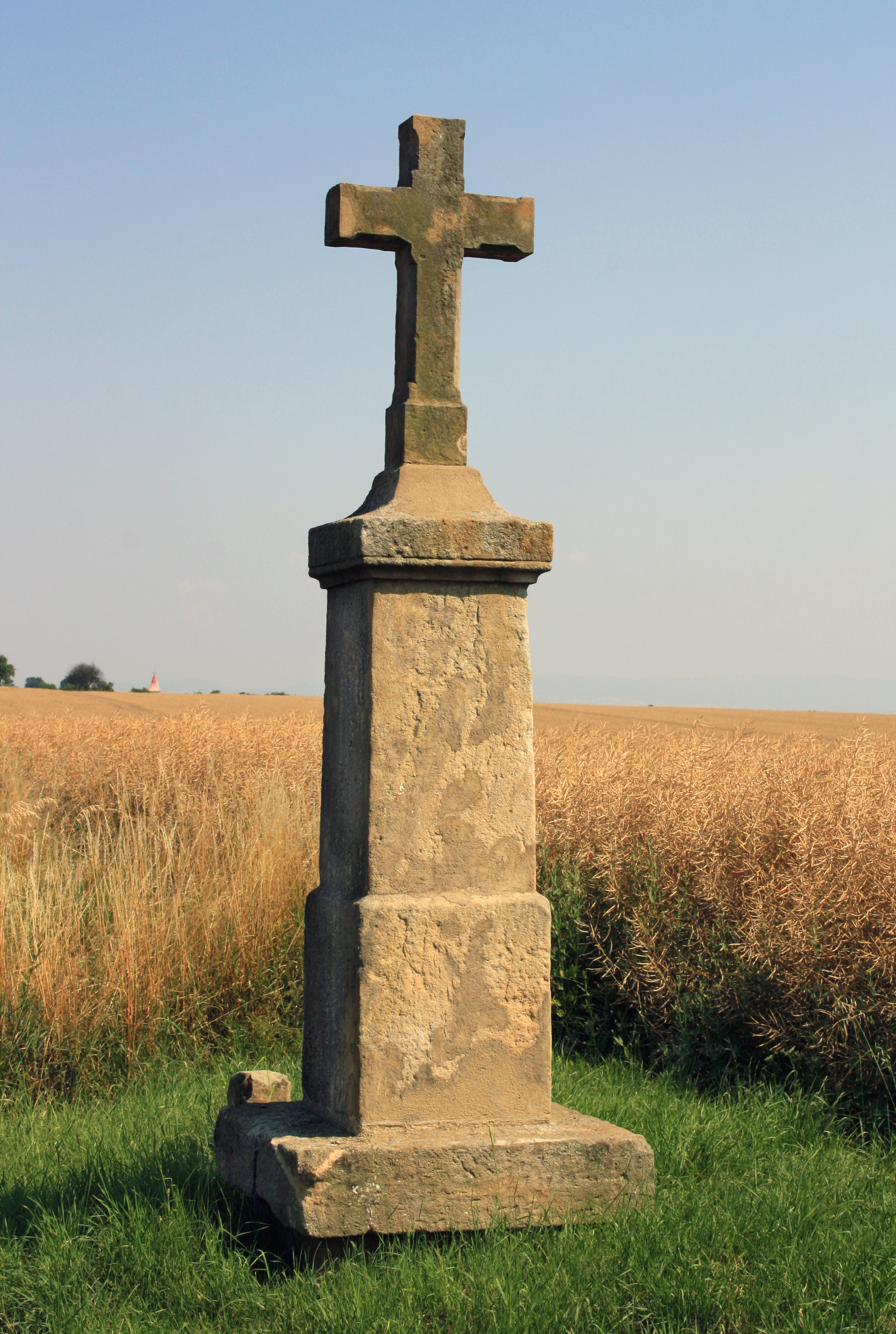
Kříž na cestě na sever